# Municipio de Ceresco
El municipio de Ceresco (en inglés: Ceresco Township) es un municipio ubicado en el condado de Blue Earth en el estado estadounidense de Minnesota. En el año 2010 tenía una población de 239 habitantes y una densidad poblacional de 2,57 personas por km².

## Geografía
El municipio de Ceresco se encuentra ubicado en las coordenadas 43°58′39″N 94°18′16″O / 43.97750, -94.30444. Según la Oficina del Censo de los Estados Unidos, el municipio tiene una superficie total de 93.07 km², de la cual 92,35 km² corresponden a tierra firme y (0,77 %) 0,72 km² es agua.

## Demografía
Según el censo de 2010, había 239 personas residiendo en el municipio de Ceresco. La densidad de población era de 2,57 hab./km². De los 239 habitantes, el municipio de Ceresco estaba compuesto por el 93,31 % blancos, el 1,67 % eran afroamericanos, el 0,84 % eran amerindios, el 2,09 % eran asiáticos y el 2,09 % eran de una mezcla de razas. Del total de la población el 3,35 % eran hispanos o latinos de cualquier raza.